# الجبل (الخبت)

تعديل مصدري - تعديل

الجبل هي إحدى قرى عزلة نمرة بمديرية الخبت التابعة لمحافظة المحويت، بلغ تعداد سكانها 351 نسمة حسب تعداد اليمن لعام 2004.